# Deutsches Historisches Institut Moskau
Das Deutsche Historische Institut Moskau (DHI Moskau, russisch Германский Исторический Институт в Москве) war ein Institut für internationale historische Forschung. Es war eine von damals insgesamt elf geisteswissenschaftlichen Forschungseinrichtungen im Ausland (in Rom, Paris, London, Washington, Warschau, Tokio, Beirut, Istanbul und Delhi), die zur in Bonn ansässigen, vom Bundesministerium für Bildung und Forschung finanzierten Max Weber Stiftung gehörten. Die Max Weber Stiftung ist eine bundes-unmittelbare Stiftung öffentlichen Rechts, die durch das Gesetz zur Errichtung einer Stiftung Deutsche Geisteswissenschaftliche Institute im Ausland (DGIA-Gesetz) errichtet wurde. Das DHI Moskau förderte Projekte und führte eigene Forschungen zur russischen, sowjetischen und deutschen Geschichte sowie zu den deutsch-russischen Beziehungen in ihrem internationalen Zusammenhang durch. Besonderes Interesse galt Fragen der Historiographie sowie kulturellen Transfer- und Austauschprozessen.

## Geschichte
Das Deutsche Historische Institut in Moskau setzte sich dafür ein, die wissenschaftliche Zusammenarbeit von Historikern aus Russland und Deutschland zu fördern. Das DHI Moskau wurde durch eine Initiative der Alfried Krupp von Bohlen und Halbach-Stiftung und der Zeit-Stiftung ins Leben gerufen und nach einer positiven Empfehlung des Wissenschaftsrats am 1. Januar 2009 in die Bundesförderung überführt. Das DHI veröffentlichte im Internet deutsche Dokumente aus dem Zentralarchiv des russischen Verteidigungsministeriums, u. a. des Oberkommandos der Wehrmacht (271 Akten), des Oberkommandos des Heeres (988 Akten) sowie der Heeresgruppe Mitte (852 Akten).
Im Januar 2015 gab es einen Großbrand in der Bibliothek des Instituts der Russischen Akademie der Wissenschaften, der auch die Räume des DHI beeinträchtigte. Veranstaltungen mussten in Räume anderer – vorwiegend universitärer – Einrichtungen verlegt werden. Zum 10. Jubiläum des DHI im September 2015 konnte die rechtliche Situation des Instituts geklärt werden. Als vom Ausland finanzierte Einrichtung stand das DHI nach dem „Gesetz über „ausländische Agenten“ in Russland“ unter starkem Druck. Mit Vermittlung der Politik war es 2015 möglich, das Institut als kommerzielles Unternehmen zu registrieren, was die Finanzierung aus dem Ausland unproblematisch machte.
Nach dem Beginn des russischen Überfalls auf die Ukraine am 24. Februar 2022 stellte das DHI Moskau seine Veranstaltungstätigkeit ein und schloss seine Bibliothek.
Um die wissenschaftlichen Grundlagen über Russland und den postsowjetischen Raum zu bewahren, zugleich aber die Forschung zu dezentralisieren und die Russlandkompetenz außerhalb Russlands zu entwickeln, wurde das DHI Moskau 2023 in ein neues Max Weber Netzwerk Osteuropa mit Stützpunkten außerhalb Russlands eingebettet, dessen Leitung die bisherige Direktorin des DHI Moskau, Sandra Dahlke, übernahm. Ihr Stellvertreter und Leiter des Büros Georgien war bis zu seinem Tod im Juni 2024 Andreas Hilger. Damit soll der Kontakt zu russischen Wissenschaftlern, denen an der Aufrechterhaltung wissenschaftlicher Standards gelegen ist, erhalten bleiben. Wissenschaftliche und humanitäre Auskünfte wie Forschungsservice und Schicksalsklärung von NS-Opfern wurden weiter in Moskau angeboten.
Im Juni 2024 erklärte das russische Justizministerium das DHI Moskau zu einer „unerwünschten ausländischen Organisation“. Dadurch wurde eine Fortsetzung der Arbeit unmöglich. Der Stiftungsrat der Max Weber Stiftung beschloss auf seiner turnusmäßigen Sitzung am 22. November 2024 auch die förmliche Schließung und Auflösung des Deutschen Historischen Instituts Moskau. Die abgeschlossenen und laufenden wissenschaftlichen Arbeiten gingen auf das Max Weber Netzwerk Osteuropa über.

## Leitung
- 2003–2009: Bernd Bonwetsch
- 2010–2018: Nikolaus Katzer
- 2018–2024: Sandra Dahlke